# Troggewelf
Een troggewelf is een gemetseld gewelf dat bestaat uit segmentbogen. Het troggewelf lijkt op een trog of drinkbak. De gewelven bestaan bij een troggewelf uit een kleiner deel van een halve cirkel, dit in tegenstelling tot een tongewelf. 
In het verleden lagen troggewelven op een haaks gelegen gordelboog. Later werd het troggewelf op een houten of stalen overspanning geplaatst. Het troggewelf beslaat maar een beperkt cirkelsegment, met als gevolg dat troggewelven niet veel hoger zijn dan de overspanning waar het troggewelf op ligt.
In Nederland zijn in de 19e eeuw veel kelders uitgevoerd met een troggewelf